# Ludwig von Moltke

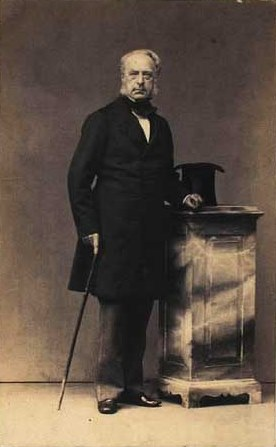
Ludwig Graf Moltke

Ehrenreich Christopher Ludwig Graf Moltke (* 18. Juni 1790 in Roskilde; † 10. August 1864 in Kopenhagen) war ein dänischer Diplomat, Amtmann und Lehnsgraf.

## Leben
Ludwig von Moltke war Sohn des Oberpräsidenten Graf Werner Jasper Andreas von Moltke. Er studierte Rechtswissenschaften an der Universität Heidelberg und an der Christian-Albrechts-Universität in Kiel bis 1811. In Heidelberg wurde er 1809 Mitglied der Landsmannschaft Guestphalia I. Im Folgejahr 1812 legte er das Examen philosophicum an der Universität Kopenhagen ab und erhielt den Hoftitel eines Kammerjunkers. Nach dem juristischen Examen trat er 1816 in den auswärtigen Dienst Dänemarks und war als Legationssekretär in Stockholm und Berlin tätig. 1819 brach er seine diplomatische Karriere zunächst ab und heiratete Reinholdine Frederike Vilhelmine geb. Bardenfleth (1800–1890), Tochter des Konteradmirals Johan Frederik Bardenfleth (1772–1833). Er wurde dänischer Amtmann auf Island in Islands søndre Amt und gleichzeitig Stiftsamtmann. 1823 wurde er Amtmann in Præstø Amt auf Seeland. Später wurde Moltke zum Kammerherrn und Stiftsamtmann des Aalborg Stifts ernannt. Seine Zeit in Aalborg währte nur kurz; 1828 ernannte ihn König Frederik VI. von Dänemark zum Hofmarschall des Prinzen (und späteren Königs) Frederik Carl Christian (Frederik VII). Nach vier Jahren im Hofdienst wurde Moltke Gesandter Dänemarks am schwedischen Hof in Stockholm, wo er 1846 tätig war. Er wurde dann als Geheimer Konferenzrat dänischer Gesandter am französischen Hof in Paris. 1848 wurde er kurzzeitig vom König als Außenminister in Erwägung gezogen, aber auch in Dänemark überstürzten sich 1848 die politischen Ereignisse. So vertrat er bis 1856 weiter Dänemarks Interessen in Frankreich. Nach seiner Entlassung zog er sich zunächst nach Kiel zurück. Als jedoch das politische Klima in Schleswig-Holstein für ihn 1863 unerträglich wurde, siedelte er sich in Kopenhagen an, wo er im Folgejahr verstarb.

## Auszeichnungen
- Kommandeur des Dannebrogordens (1834), Großkreuz des Dannebrogordens (1840)